# 무한도전
무한도전은 2005년부터 2018년까지 MBC TV에서 방영된 대한민국의 코미디 리얼리티 방송 프로그램이다. 김태호가 연출했으며, 유재석, 박명수, 정준하, 하하, 정형돈, 노홍철, 전진, 양세형, 황광희, 길, 조세호 등 다양한 연예인이 출연했다.
무한도전은 "한국 최초의 리얼리티 버라이어티 쇼"로 마케팅되었으며, 한국 버라이어티 쇼의 유머러스한 게임과 리얼리티 방송의 친밀한 촬영 스타일을 결합했다. 각 에피소드에는 출연진이 신체 경쟁 및 노래 경연 대회를 포함한 도전에 참가하는 내용이 담겨 있다.
종종 "국민 예능"이라 불리는 무한도전은 13년간 방영 기간 동안 한국에서 꾸준히 인기를 누렸다. 2008년에는 시청률이 정점에 달해 한국 TV 시청자의 거의 30%가 이 프로그램을 시청했다. 이 쇼는 한국갤럽이 실시한 여론조사에 따르면 2015년과 2016년 모두 국내에서 가장 인기 있는 TV 프로그램으로 선정되었다. 또한, 출연진과 인기 음악 아티스트가 짝을 이룬 이 쇼의 노래 경연대회는 2010년대 내내 가온 디지털 차트에서 여러 개의 상위 10위권 히트곡을 탄생시켰다.

## 역대 방송시간

### 본방송
| 방송 채널 | 방송 기간 | 방송 시간                          | 비고                        |
| --------- | --- | ---------------------------------- | --------------------------- |
| MBC TV    | 2005년 4월 23일 ~ 2005년 10월 22일                                                                                      | 매주 토요일 저녁 6:05 ~ 7:55       | ‘토요일’ 코너 편성          |
| MBC TV    | 2005년 10월 29일 ~ 2006년 4월 29일                                                                                      | 매주 토요일 저녁 6:00 ~ 7:55       | ’강력추천 토요일’ 코너 편성 |
| MBC TV    | 2006년 5월 6일 ~ 2007년 11월 24일, 2007년 12월 8일 ~ 2008년 2월 23일                                                    | 매주 토요일 저녁 6:40 ~ 7:55       | 독립 편성                   |
| MBC TV    | 2007년 12월 1일 | 토요일 오후 5:25 ~ 6:40            | 독립 편성                   |
| MBC TV    | 2008년 3월 1일 ~ 2008년 8월 16일, 2008년 8월 30일 ~ 2012년 7월 21일, 2012년 8월 11일 ~ 2012년 8월 25일                  | 매주 토요일 저녁 6:30 ~ 7:55       | 독립 편성                   |
| MBC TV    | 2008년 8월 23일 | 토요일 오후 5:00 ~ 6:25            | 독립 편성                   |
| MBC TV    | 2012년 7월 28일 | 토요일 오후 4:05 ~ 5:30            | 독립 편성                   |
| MBC TV    | 2012년 8월 4일 | 토요일 저녁 7:20 ~ 9:00            | 독립 편성                   |
| MBC TV    | 2012년 9월 1일 ~ 2014년 9월 20일, 2014년 10월 11일 ~ 2014년 12월 27일, 2015년 1월 10일 ~ 2018년 2월 3일, 2018년 3월 3일 | 매주 토요일 저녁 6:20 ~ 7:55       | 독립 편성                   |
| MBC TV    | 2014년 10월 4일 | 토요일 오후 5:20 ~ 6:55            | 독립 편성                   |
| MBC TV    | 2015년 1월 3일 | 토요일 저녁 6:10 ~ 7:55            | 독립 편성                   |
| MBC TV    | 2018년 2월 17일 | 토요일 밤 10:25 ~ 12:00            | 독립 편성                   |
| MBC TV    | 2018년 2월 24일 | 토요일 밤 10:40 ~ 12:15            | 독립 편성                   |
| MBC TV    | 2018년 3월 10일 ~ 2018년 3월 31일                                                                                       | 매주 토요일 저녁 6:20 ~ 7:05 (1부) | 분리 편성                   |
| MBC TV    | 2018년 3월 10일 ~ 2018년 3월 31일                                                                                       | 매주 토요일 저녁 7:05 ~ 7:55 (2부) | 분리 편성                   |

## 방송 시리즈/역사
| 방송 시즌 | 방송 횟수 | 프로그램명                           | 방송 기간                          | 출연진                                                                         |
| --------- | --------- | ------------------------------------ | ---------------------------------- | ------------------------------------------------------------------------------ |
| 1         | 52회      | 무(모)한 도전                        | 2005년 4월 23일 ~ 2005년 10월 22일 | 유재석, 정형돈, 노홍철, 김성수, 이켠, 박명수, 표영호, 이병진                   |
| 2         | 52회      | 무(리)한 도전/무한도전 - 퀴즈의 달인 | 2005년 10월 29일 ~ 2006년 4월 29일 | 유재석, 정형돈, 노홍철, 박명수, 하하, 정준하, 이윤석, 김성수, 조혜련, 윤정수   |
| 3         | 563회     | 무한도전                             | 2006년 5월 6일 ~ 2018년 3월 31일   | 유재석, 박명수, 정준하, 하하, 양세형, 조세호, 황광희, 정형돈, 노홍철, 길, 전진 |

### 1기 '토요일- 무(모)한 도전'
기간 : 2005년 4월 23일 ~ 2005년 10월 22일
1기는 2005년 4월 23일부터 MBC 예능 프로그램인 "토요일"의 코너 중 하나인 '무(모)한 도전'이라는 제목으로 첫방송을 했다. 당시에는 시청자가 올린 특이한 대결 소재를 선택하여 도전하기에 앞서 황당한 훈련을 한 다음, 이어 도전하는 것이 주된 내용이었으며, 촬영은 대부분 야외에서 진행되었다. 이 시기에 특별히 출연했던 게스트들로는 배우 차승원, 세계 테니스의 요정 마리아 샤라포바 등이 있다. 1기의 마지막 편에서는 '놀이기구에서 립스틱 바르기'가 도전 과제였으며, 게스트로 그룹 슈가가 출연하였다. 그리고 1기 '무(모)한 도전'의 PD는 한때 "공감토크쇼 놀러와"의 연출자이기도 했던 권석이 맡은 바 있다.
- 정규 멤버 : 유재석, 정형돈, 노홍철, 김성수, 이켠
- 중도하차 멤버 : 표영호, 박명수[17]
- 임시 멤버 : 이병진

### 2기 '강력추천 토요일- 무(리)한 도전', 2.5기 '강력추천 토요일- 무한도전: 퀴즈의 달인'
기간 : 2005년 10월 29일 ~ 2006년 4월 29일
2기는 2005년 10월 29일 "토요일"은 MBC의 개편으로 '토요일-무(모)한 도전'을 제외한 모든 코너가 폐지되고 "강력추천 토요일"이라는 제목으로 새롭게 출발한다. 이와 동시에 '토요일 - 무(모)한 도전'은 '강력추천 토요일 - 무(리)한 도전'이라는 새로운 프로그램 제목과 형식으로 재탄생한다. 그러나 '무(리)한 도전'의 야외 촬영분은 많은 빛을 보지 못해 5주 만에 매듭을 짓고, 2005년 12월 17일부터는 스튜디오 내에서 촬영이 진행되었다. 6회 ‘암산왕과 대결 편’을 끝으로 '무한도전 - 퀴즈의 달인'으로 새 단장하면서 제작진은 아홉 가지 ‘특집 방송’을 내세워 보다 자유로운 형식에 눈을 돌리기 시작했다. 퀴즈의 달인 초기에는 상품을 걸고 지식을 겨루는 퀴즈로 진행되었으나, 이후 2005년 12월 10일부터 첫 선을 보였던 '거꾸로 말해요 아하’ 게임이 완성판으로 자리를 잡았다. 2006년 1월 7일 방영분부터는 멤버들을 대상으로 한 설문 조사도 함께 코너로 편성되었다. 이때까지는 첫 회부터 써오던 ‘무(리)한 도전’의 로고를 썼었으나, 그 다음 주인 2006년 1월 14일 방영분부터 무한도전은 로고를 바꾸게 된다.(이후 약간의 로고 수정은 두 차례 있다.) 그리고 2기의 PD는 3기까지 PD를 맡은 김태호였다.
한편, 2005년 12월 24일 게스트로 출연한 하하는 다음 에피소드부터 정식 멤버로 영입되었고, 2006년 3월 25일 방영분에서 게스트로 출연한 정준하는 2006년 4월 1일 방영분에서 또 한 번의 게스트 출연을 한 데 이어 2006년 4월 8일 방영분부터 12년 가까이 도움을 준 바 있다.
- 멤버 : 유재석, 정형돈, 노홍철, 박명수, 하하[20], 정준하[21], 이윤석[22], 김성수[23], 조혜련, 윤정수, 나경은 (문제 출제자, 3기 초반까지 출연)

- ‘거꾸로 말해요 아하’ 게임 규칙

1. 주제어 및 글자 수 제시 : 주제어와 글자 수를 나경은아나운서가 제시.(ex:'3글자 프리스타일')
2. 게임 시작 : "한 박자 쉬고, 두 박자 쉬고, 세 박자 마저 쉬고 하나 둘 셋 넷!"라는 노래를 한 후 게임을 시작하는데, 이 노래는 원래 엔토이송의 곡 중 하나인 ‘가나다 트로트’[24]의 시작 부분이다.
3. 게임 방법 : 우선 공격자가 주제어와 글자 수에 맞는 단어를 제시한 후 “아하”를 해야 한다. 그러면 방어자는 공격자가 제시한 단어를 거꾸로 말하면 된다. 방어를 한 후에도 “아하”를 말해야 하며, 다시 자신이 옆 사람에게 공격 단어를 제시한다. 이러한 방식으로 반복하다가, 공격 단어를 제 시간에 제시하지 못하였거나, 제대로 방어하지 못하였을 경우 벌칙을 받게 된다.
4. 벌칙 : 벌칙은 특별히 정해지지는 않았지만, 프로그램에서는 박 치는 소년이 박을 쳐서 벌칙을 받는 것으로 하였다. 최종 벌칙은 박에 금장식을 한 '골든박'으로 벌칙을 받는 것이며, 박 치는 소년이 아닌 매트릭스의 스미스 요원 분장을 한 벌칙 수행요원들에 의해 집행된다.

※ 예시 : 강남역 ‘아하’* → 역남강 ‘아하’, 세계사 ‘아하’* → 사계세 ‘아하’ …… (*는 공격)

### 3기 "무한도전"
기간 : 2006년 5월 6일 ~ 2018년 3월 31일
무한도전 3기는 2006년 5월 6일 봄 개편을 맞아 무한도전이 "강력추천 토요일"에서 독립하여 방영된 데에서 비롯하여 방송된 내용의 시즌이다. 초반에는 2기 '퀴즈의 달인'과 비슷하게 진행되었다가, 나머지는 스튜디오 밖에서 새로운 형식으로 진행되었다. “"무한도전"이면서 왜 퀴즈만 푸느냐”라는 원성이 자자하던 무렵 나온 이 알 수 없는 형식의 프로그램이 "무한도전"이었다 이후부터는 모델에 도전해 패션쇼를 열거나, 크리스마스를 기념하여 영화 "Love Actually"의 OST 타이틀곡인 'All You Need Is Love'를 녹음해 음원 매출 수익을 불우이웃에게 성금으로 내기도 하였다. 또 출연진들의 집을 기습 방문하였던 '형돈아 놀자', '긴급르포 - 빨간 하이힐의 진실', 멤버들이 공개벌칙을 받는 에피소드인 '지켜주지 못해 미안해, 지못미 1・2탄' 등 출연자 간 허물 없는 모습을 보여준 특집을 비롯해, 드라마 "로맨스" 촬영과 '쪽대본 드라마 특집'과 같은 연기에도 도전했다. 그 외에도 '대체 에너지 특집', '지구 특공대 특집', '박명수의 기습공격', '나비효과 특집' 등 사회적 문제에 대해서도 지속적인 접근을 해왔다. 특히 3기의 "무한도전"에서는 ‘장기기획 프로젝트’가 두드러지는데, 대표적으로 2년마다 개최했던 '무한도전 공연 특집'과, 비인기 스포츠에 출연진이 도전했던 특집인 '에어로빅 특집', '봅슬레이 특집', '레슬링 특집', '조정 특집' 등이 있다.
그리고 2012년 1월 30일부터 시작된 MBC 파업으로 인해 2012년 상반기에서 중반기까지 결방을 하였을 때 김태호 PD가 직접 유튜브에 시청자들에게 결방기간 동안의 소식들을 전해주었다. 또한 파업이 끝나며 무한도전의 로고를 이전보다 조금 더 깔끔하게 수정하였다. 2015년 3월 14일부터 2015년 4월 18일까지는 무한도전의 여섯 번째 멤버를 선발하는 '식스맨 - 시크릿 멤버'를 방송했고, 제국의 아이들 멤버인 가수 황광희가 최종 선정되었다. 2015년 4월 23일에 10주년을 맞이했으며, 2015년 8월 15일에는 광복절특집 '배달의 무도'를 방송하면서 일본 하시마섬의 묻힌 진실을 방송으로 공개하며 국제 앰네스티 언론상을 수상받았다.
그러나 2017년 9월 4일 다시 파업이 일어나면서 하반기 동안 결방할 예정이었으나, 11월 25일에 방송이 재개 되었다. 한편 무한도전은 다시보기를 할 수 있는 방법이 존재하기도 했는데, 2014년 12월 1일 이전까지 1기부터 3기까지의 방영분을 유튜브에서 볼 수 있었다. 하지만 2014년 12월 1일부터 무한도전을 비롯해 MBC의 모든 프로그램을 한동안은 다시 볼 수 없었다. 이로 인하여 무한도전의 모든 에피소드를 재시청하는 것이 불가능했으나, 2017년 8월 12일부터 1· 2기를 유튜브에서 다시 볼 수 있게 됐다. 뿐만 아니라 2020년 7월 14일부터는 독립 이후의 방영분도 유튜브에서 전체적으로 시청이 가능하게 되었다.

### 폐지
2018년 3월 31일부로 마지막 에피소드를 방송하고 이후 2~3주간 베스트 방영분을 모은 '13년의 토요일'을 끝으로 폐지하였다.
- 정규 멤버 : 유재석, 박명수, 정준하, 하하, 양세형, 조세호
- 하차 정규 멤버 : 황광희(병역 의무), 정형돈(건강상 문제), 노홍철(음주운전), 길(음주운전), 전진(병역 의무)

## 자막과 그래픽 효과
무한도전은 ‘리얼 버라이어티’뿐 아니라 PD의 돋보이는 자막이 프로그램의 재미를 더하는 데 한몫을 하기도 하였다. 초기에는 'PD의 변'으로 표기하며 연출자와 시청자 간 의사소통의 수단이었으나 점차 연출자와 출연진, 그리고 출연진과와 시청자의 의사소통 수단으로 사용되어갔다. 기존의 출연자 대사 형식의 자막에 비해 무한도전에서는 PD 본인이 자막에 개입을 하여, 본인의 생각을 자막에 자유롭게 표현한 것이다. 대표적인 자막으로는 궁서체에 하얀색과 검은색의 이중 테두리 자막과 초록색 테두리의 말풍선에 멤버들의 상태를 나타내는 자막이다.

궁서체를 이용한 자막의 예

멤버들의 기분을 나타내는 말풍선 형태의 자막의 예

초록색 테두리 말풍선 자막의 경우는 한 출연진이 다른 출연진들에게 말로 졌거나, 황당한 상황을 겪을 시 해골 자막을 해당 출연자의 얼굴 주위에 달아주거나, 얼굴을 덮어 버리는 경우가 있다. 그 밖에도 윤체를 이용하여 상황 설명을 하거나, 물음표나 고구려체를 이용한 보라색 느낌표도 무한도전의 대표적인 자막이라 볼 수 있다. 또한 2011년 중반부터는 윤고딕체를 이용한 새로운 자막 형식도 쓰이다가, 2014년 3월부터는 기존 자막만 쓰이고 있다. 특히 궁서체 자막은 무한도전에서 제 7의 멤버라 불리며 해당 프로그램 제작 PD인 김태호를 대중에게 각인시키는 데 한 몫을 하였으며, 동일 방송사인 문화방송의 프로그램 뿐 아니라, 타 공중파 방송사나 케이블 방송사에서도 이러한 연출자가 개입된 자막 형식과 같은 무한도전의 자막 스타일을 따라하게 된다.
또한, 말풍선 자막에 해골을 삽입하기도 한다. 해골을 삽입하는 것은 무한도전의 상징이기도 하다. 2009년 이전에는 테두리가 변형되기도 했다. 심지어 해골과 테두리가 나오고 파란 글씨에 ×(숫자)가 삽입되는 효과였으나, 2009년 초중반부터 테두리와 해골을 약간 변형하였다. 2010년부터는 해골과 폭발하는 효과로 변경되었다. 응원단 특집 이후 해당 특집에 맞게 변형되면서 움직이는 효과를 추가했으며 이것이 현재의 모습이다.
하지만 일부에서는 무한도전의 자막이 국어 맞춤법이 자주 어긋나거나, 인터넷 용어와 비속어를 무분별하게 사용한다는 이유로 부정적인 입장을 내비치기도 했다. 대표적인 예로 “ㅋ ㅋ”를 시작으로, “~하기/하길 바래”, “병맛(이상한) 진행” 등이 있는데 이는 지상파 방송으로서 올바른 한국어 사용에 모범을 보여야 한다는 부분을 망각했으며, 이러한 올바르지 못한 국어 사용으로 오히려 언어 혼란을 가중시킨다는 것이다. 이러한 이유로 무한도전은 방송통신심의위원회의 규정에 따라 언어 파괴에 대한 권고를 두 차례 받기도 하였으며, 한글문화연대 선정 '우리말 해침꾼'으로 선정되기도 하였다.

## 비판 및 논란

### 프로그램 표절 의혹
무한도전은 회를 거듭할수록 소재가 진부해진다는 평을 듣기도 했다. 대표적인 예가 지난 2008년 1월 5일 방송된 무한도전 ‘새해 특집’이다. 바스켓을 타고 올라가는 것에 대해 두려워하는 부분이 같은 방송사 프로그램 일요일 일요일 밤에의 코너인 '불가능은 없다'와 흡사하다는 내용이었다. 또, 일본의 프로그램을 표절하였다는 의혹도 받기도 하였다. 그 예로 2007년 12월 15일 방송된 달력 만들기 특집이 일본 요미우리 TV의 프로그램 "하마찬토"의 ‘2007년판 남자의 달력 인(in) 베트남’과 흡사하다는 의혹과, 2007년 11월에 방영된 '대체 에너지 특집' 방송분 가운데 ’자전거 발전’이 니혼 TV의 프로그램인 "디노아라시"의 ’자전거 발전 시험’과 흡사하다는 의혹도 받고 있다. 그 밖에도 2006년 9월 16일 방송된 효도르가 출연한 방영분 초반에 했던 '버텨주길 바라'에 나온 뺨을 때리는 기계와 타 방송분에서 나왔던 모래공 차기, 브레이크 고장난 자전거 타기 등은 일본의 후지 TV와 TBS의 프로그램을 표절하였다는 의혹을 받기도 하였다.

### 언어 파괴
일부에서는 무한도전의 자막이 국어 맞춤법에 자주 어긋나거나, 인터넷 용어와 비속어를 무분별하게 사용한다는 이유로 부정적인 입장을 내비치기도 했다. 이는 지상파 방송으로서 올바른 한국어 사용에 모범을 보여야 한다는 부분을 망각했으며, 이런 올바르지 못한 국어 사용으로 오히려 언어 혼란을 가중시킨다는 것이다. 이러한 이유로 무한도전은 방송통신심의위원회의 규정에 따라 언어 파괴에 대한 권고를 두 차례 받기도 하였으며, 한글문화연대 선정 '우리말 해침꾼'으로 선정되기도 하였다.

### 반일감정 조장 논란
2009년 4월 25일에 방송된 김연아 특집 2부 - '축제의 무도' 에피소드에서는 박명수와 정형돈이 아사다 마오를 심하게 "싫다"라고 말해 문제가 되기도 했다. 좀 더 자세한 설명에 따르면, 해당 에피소드의 장면들 가운데 박명수가 김연아를 위한 응원곡을 부를 때 ‘아사다 마오 싫어. 안토니오 이노키 싫어’라고 말한 부분이 유튜브에 올라와 일본 네티즌의 비난이 잇달았으며, 일부는 김연아에 대해 비난하는 입장을 보이기도 하였다. 하지만 일부 네티즌은 유튜브의 일본어 번역 영상이 부분부분 편집으로 오해를 불러오기 쉽고, 일부 오역이 있다며 이의를 제기하기도 하였다.

### 보수단체의 비난
2009년 7월 22일 뉴라이트 전국연합 측에서 '무한도전이 자막을 이용해 현 정부를 비판하고 있다'라고 주장하였다. 이들은 자신들의 웹사이트에 'Mr.희망이와 함께하는 수요연재만화'를 통해 “현 정부를 향한 MBC의 ‘무한도전’”이라는 제목의 만화를 게재했다. ‘광우병 송아지’, ‘까불면 더 세게…진압의 법칙’, ‘뇌용량 1.9메가’ 등의 자막들이 현 정부와 대통령을 비판하고 있으며, 특히 지난 2009년 3월 21일 방영된 무한도전 ‘돌+I 콘테스트’에 참가한 이명박 대통령을 닮은 일반인 출연자가 대선 광고를 패러디한 화면을 두고 “현직 대통령에 대한 희화화마저도 서슴지 않는 방송 내용은 이미 도를 넘어섰다.”라고 비난했다. 이러한 주장에 대해 누리꾼들 사이에서 비난 여론이 격화되었으며, 해당 단체의 웹사이트는 누리꾼들의 항의방문으로 한때 접속이 다운되기도 했다.

### 뉴욕 특집 논란
2009년 11월 21일 무한도전은 뉴욕에서 촬영한 ‘식객 특집’ 방영분 가운데 정준하의 방송 중 불성실한 태도와 기본적인 영어도 구사하지 못했다고 비판을 받았는데 이에 대해 무한도전은 방송에서 비틀즈의 'Obladi Oblada'를 표절해 직접적인 사과를 표했다.

### Super 7 콘서트 취소 사태
’Super 7 콘서트’는 2012년 11월 24일부터 25일까지 서울 체조경기장에서 열릴 예정이었던 콘서트이다. 이 콘서트는 2012년 초부터 중반까지 강행된 MBC 총파업의 여파로 인해 6개월에 가까운 기간이 걸리면서 결방이 되자 그 시간동안 기다려준 시청자들과 팬들을 위해 마련했으며, 리쌍컴퍼니가 기획을 맡았다.
그러나, 2달 동안 콘서트를 준비하던 중 9월 21일 전격 취소되었다.
애초 슈퍼 7 콘서트는 이전 무한도전 콘서트와 달리 유료로 진행될 예정이었으나, 티켓 가격이 너무 비싸다는 점이 논란으로 제기됐으며 급기야 무한도전의 극성 팬들 사이에서 심각한 문제로 대두되어 해당 공연의 무료화를 촉구하는 상황까지 이어졌다.
특히나 이 콘서트가 개최를 앞두기 전부터 무한도전이란 명성에 걸맞게 그만큼의 값어치를 받아야 한다는 여론과 조금만 더 할인된 가격으로 공연을 볼 수 있음에도 불구하고 왜 에누리를 하지 않느냐는 여론이나 무료로 제공되기만을 원하는 여론이 서로 엇갈려 충돌하기도 했다.
이러한 이유 때문인지 고심 끝에 결국 무한도전 멤버들과 리쌍은 이 콘서트를 무산시키기로 결정했다. 또한 리쌍 멤버인 길과 개리는 이번 사태에 책임을 지고 예능에서 전격 하차를 선언하였지만, 제작진 및 멤버들의 간곡한 만류로 인해 하차 선언 일주일만인 9월 28일에 복귀하였다.

### 음원 표절 논란
2013년 11월 2일에 방송 및 발매된 자유로 가요제 수록곡 중 박명수와 프라이머리, 개코가 작업한 'I Got C'는 발매되자마자 각종 차트에서 1위를 차지하는 등 인기를 누렸으나, 같은 해 5월에 발매된 카로 에메랄드의 곡 'Liquid Lunch'와 흡사하다는 의견이 네티즌들 사이에서 나오기 시작하였다. 이는 결국 프라이머리의 표절 의혹으로 이어졌고, 카로 에메랄드 측에서도 "표절이 맞다."라고 입장을 표하였다. 결국 무한도전 측은 'I Got C'의 온라인 발매를 잠정 중단하였고, 자유로 가요제 음반 제작도 중단하였다.

### ‘홍철아 장가가자’에 대한 여성단체의 반발
2014년 5월 24일 방영된 에피소드인 "홍철아 장가가자"가 나간 이후 여성 단체에서 노홍철의 미팅 상대로 적절한 여성을 찾는 과정 가운데 조건과 외모 등을 따지면서까지 찾는 내용이 불편하다는 지적이 있었고, 결국 다음 주 방송인 5월 31일 방송분에서 출연자와 연출자가 선택2014에서 공약이었던 곤장을 맞으며 시청자들에 대한 반성을 하였다. 또한 선택2014 이후 방영 예정이었던 "홍철아 장가가자"는 이후 이야기를 방영취소 하기로 하였다.

## 결방 사유
- 2009년
  - 5월 23일: 노무현 전 대통령 서거 특보.